# Oveja Polly
La oveja Polly es la primera oveja clónica y transgénica a la vez. El nacimiento de dicha oveja se llevó a cabo en el Instituto Roslin en Edimburgo (Escocia), en 1997, cinco meses después del nacimiento de la oveja Dolly y por el mismo equipo de investigadores, liderados por Ian Wilmut.
En este caso el proceso se llevó a cabo insertando un gen humano de valor terapéutico en células fetales de oveja y aplicaron el procedimiento habitual ya realizado con éxito en la oveja Dolly. 
Polly fue nombrada así por ser de la raza Poll Dorset. Son ovejas trasgénicas (en esencia no clónicas) que producen la proteína alfa-1 proteinasa (anteriormente conocida como alfa-1 antitripsina) así como los factores de coagulación VII y IX.
Murió un año después de ser clonada, debido a causas no informadas.
Actualmente sus restos reposan en un lugar desconocido.
- Datos: Q4370317